# 奥萝拉·奎松

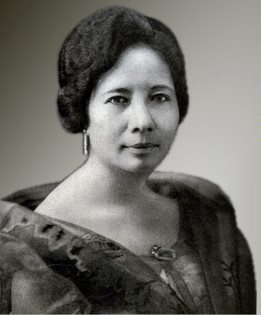
奥萝拉·奎松

奥萝拉·安东尼娅·阿拉岡·奎松（1888年2月19日—1949年4月28日），菲律賓自由邦總統曼努埃爾·奎松的妻子，1935年至1944年擔任菲律賓第一夫人。被公認為菲律賓的第二任第一夫人。她是曼努埃爾·奎松的表妹。
她以深受菲律賓人的喜愛，以及參與人道主義活動而聞名，並擔任菲律賓國家紅十字會的第一任主席，她在該國確立婦女選舉權方面發揮了關鍵作用。
在1949年4月28日，她在前往巴莱尔一所紀念奎松的醫院時受菲律賓共產黨的虎克军攻擊，她和長女,女婿當場被殺，
2005年4月28日，在她去世整整56年後，遺體從馬尼拉北部公墓轉移到奎松市的奎松紀念圓環。
1951年成立的奥羅拉省就是得名於她。